# リンリン・ランラン
リンリン・ランランは、1959年1月3日生まれの香港出身の双子姉妹によるポップデュオ。日本での所属事務所はサンミュージックプロダクション、所属レコード会社はビクター音楽産業（現：ビクターエンタテインメント）。

## 概要
アメリカ人の父と中国人の母を持つ一卵性双生児のハーフ。1972年から香港で「樂家姊妹（ロッカーシスターズ、The Lokka Sisters）」として活躍。来日後にオフィス星野（岡山県）でダンスや日本語を学び、サンミュージックプロダクションに紹介をされ、1974年に日本テレビのテレビ番組『スター誕生!』でアシスタントとしてデビュー。
代表曲は、デビュー曲ながら最大のヒット曲となった「恋のインディアン人形」で、ロングのお下げ髪に、インディアンのような衣装を着て歌い、アジア系の雰囲気も持っていたため、先住民族と誤解されることも多かった。ほかに「陽気な恋のキューピッド」、「恋のパッコンNO.1」など。また、人気絶頂期に東京・芝公園（最寄り駅は御成門駅)にあった中華料理店「留園」のCMに出演し、「リンリンランラン留園…」とCMソングを歌ったこともあった。
日本での活動が下火になってからも、香港で桜田淳子、岩崎宏美などの楽曲を広東語でカバーしたレコードをリリースした。日本でおなじみであったお下げ髪は香港でもしばらく続けていた。
芸能界引退後はアメリカ合衆国で生活している。

## メンバー
- リンリン(Letilia Barber/鮑樂德) - 姉。向かって左で歌う
- ランラン(Katharine Barber/鮑家德) - 妹。向かって右で歌う

## ディスコグラフィ

### シングル
- 全てビクター音楽産業からリリース。

| # | 発売日          | A/B面 | タイトル               | 作詞         | 作曲     | 編曲           | 規格品番 |
| - | --------------- | ----- | ---------------------- | ------------ | -------- | -------------- | -------- |
| 1 | 1974年 4月15日  | A面   | 恋のインディアン人形   | さいとう大三 | 筒美京平 | 筒美京平       | SV-1180  |
| 1 | 1974年 4月15日  | B面   | 赤い屋根のお家         | さいとう大三 | 筒美京平 | 高田弘         | SV-1180  |
| 2 | 1974年 8月25日  | A面   | 陽気な恋のキューピッド | さいとう大三 | 筒美京平 | 筒美京平       | SV-1194  |
| 2 | 1974年 8月25日  | B面   | 好きになっちゃった     | さいとう大三 | 筒美京平 | 高田弘         | SV-1194  |
| 3 | 1974年 11月10日 | A面   | 恋のパッコンNO.1       | さいとう大三 | 穂口雄右 | 穂口雄右       | SV-1203  |
| 3 | 1974年 11月10日 | B面   | 花のドレス             | さいとう大三 | 筒美京平 | 高田弘         | SV-1203  |
| 4 | 1975年 2月25日  | A面   | ノックは暗号           | 阿久悠       | 井上忠夫 | 馬飼野康二     | SV-1214  |
| 4 | 1975年 2月25日  | B面   | ウィンク上手な女の子   | 阿久悠       | 井上忠夫 | あかのたちお   | SV-1214  |
| 5 | 1975年 6月10日  | A面   | 恋の雨音               | 阿久悠       | 都倉俊一 | 都倉俊一       | SV-1233  |
| 5 | 1975年 6月10日  | B面   | 背高ノッポの男の子     | 阿久悠       | 都倉俊一 | いしだかつのり | SV-1233  |
| 6 | 1975年 8月25日  | A面   | 恋はラブ・ラブ         | 千家和也     | 穂口雄右 | 穂口雄右       | SV-1247  |
| 6 | 1975年 8月25日  | B面   | ゴメンナサイ           | 千家和也     | 穂口雄右 | 穂口雄右       | SV-1247  |
| 7 | 1976年 7月10日  | A面   | 小さなプロポーズ       | 千家和也     | 辻明     | 高田弘         | SV-6020  |
| 7 | 1976年 7月10日  | B面   | 海岸通り               | 千明哲也     | 穂口雄右 | 穂口雄右       | SV-6020  |

### アルバム
1. 恋のインディアン人形 / リンリン・ランラン ファースト・アルバム（1974年7月、ビクター音楽産業、SJX-179）
A面　恋のインディアン人形/ケンカでデイト/恋のジーンズ・ガール/ヴァケイション/小さな涙/ママに捧げる歌
B面　想い出の冬休み/赤い屋根のお家/花のドレス/ジャンバラヤ/ノックは3回/おやすみなさいあなた
2. 陽気な恋のキューピッド / リンリン・ランラン No.2（1974年11月、ビクター音楽産業、SJX-191）
A面　陽気な恋のキューピッド/ミスター・ベースマン/渚のデイト/ひと夏の経験/銀河を小船で/好きになっちゃった
B面　恋のパッコン/悲しき片想い/黄色いリボン/夏の感情/涙の年頃/恋のインディアン人形
3. 夢の世界（1975年5月、ビクター音楽産業、SJX-212）
A面　恋の雨音/背高ノッポの男の子/小粋な恋の女の子/恋合戦/わたしの秘密/ノックは暗号
B面　あいつは浮気者/恋はラブ・ラブ/雨に歩けば/風の日曜日/ウインク上手な女の子/彼は流行っ子

### ベストCD
1. GOLDEN☆BEST リンリン・ランラン（2008年12月17日、ビクターエンタテインメント、VICL-63230～1）
Disc1 恋のインディアン人形/赤い屋根のお家/陽気な恋のキューピッド/好きになっちゃった/ 恋のパッコンNo.1/花のドレス/ノックは暗号/ウィンク上手な女の子/恋の雨音/背高ノッポの男の子/恋はラブ・ラブ/ゴメンナサイ/小さなプロポーズ/海岸通り
Disc2 ケンカでデイト/恋のジーンズ・ガール/ヴァケイション/小さな涙/ママに捧げる詩/想い出の冬休み/ジャンバラヤ/ノックは3回/ おやすみなさい あなた/ ミスター・ベースマン/渚のデイト/ひと夏の経験/銀河を小舟で/恋のパッコン/悲しき片想い/黄色いリボン/夏の感情/涙の年頃/小粋な恋の女の子/恋合戦/わたしの秘密/あいつは浮気者/雨に歩けば/風の日曜日/彼は流行（はやり）っ子

## テレビ番組
- スター誕生!（1974年-? 日本テレビ）※アシスタント
- 時間ですよ・昭和元年（1974年、TBS）※・ゲスト出演
- ハテナゲーム（1976 - 78年、NHK総合）レギュラー

## CM
・梅仁丹